# Peter Georgi (Fußballspieler)
Peter Georgi (* 12. Oktober 1960) ist ein ehemaliger deutscher Fußballspieler. In der höchsten Spielklasse des DDR-Fußballs, der Oberliga, spielte er für die BSG Wismut Aue.

## Sportliche Laufbahn
Obwohl überwiegend in der Nachwuchsoberligamannschaft der BSG Wismut Aue aktiv im Spieljahr 1982/83, kam der Defensivakteur in dieser Saison auch zweimal in der höchsten Spielklasse des DDR-Fußballs zum Einsatz. Sein Debüt im ostdeutschen Oberhaus gab der damals 21-jährige Fußballer bei der 1:3-Niederlage gegen den 1. FC Magdeburg am 5. Spieltag. Knapp zehn Minuten vor dem Ende wurde er am 11. September 1982 für Lutz Wendler eingewechselt.
1985/86 im gemeinsamen Saisonvorschaufheft von fuwo und Deutschem Sportecho weder im Kader der Oberligaelf, dort aber auf dem Mannschaftsfoto erscheinend, noch im Aufgebot der Wismut-Reserve, hier als Abgang in Richtung 1. Mannschaft vermerkt worden, aufgeführt, wechselte Georgi zwischen Erstligaspunktspielen und Partien in der zweitklassigen Liga. In diesem Spieljahr kam er auch zu seinem einzigen Einsatz im Europapokal. Beim Erstrundenaus gegen Dnepr Dnepropetrowsk wirkte der Abwehrspieler beim Rückspiel in der Sowjetunion (1:2-Niederlage nach 1:3 bereits im Hinspiel in Aue) die gesamten 90 Minuten mit.
Seine letzten drei von insgesamt 22 DDR-Oberligapartien bestritt der 1,78 Meter große Zerspanungsfacharbeiter, der Wismut Aue seit 1974 angehörte, in der Saison 1987/88. Im Sommer 1988 wurde seine erneute (Rück)Versetzung in die 2. Mannschaft der Auer, damals in der Karl-Marx-Städter Bezirksliga antretend, vermeldet. Nach der Wiedervereinigung und der Zusammenführung von ost- und westdeutschem Fußball tauchte der frühere Erstligakicker in der damals drittklassigen NOFV-Amateur-Oberliga beim VFC Plauen und beim Chemnitzer SV 51-Heckert auf.